# H.A.T.E.U.
A H.A.T.E.U. Mariah Carey amerikai popénekesnő harmadik kislemeze tizenkettedik, Memoirs of an Imperfect Angel című stúdióalbumáról. A dal címének kettős jelentése van: egyrészt a hate u angolul „gyűlöllek”, másrészt a Having a typical emotional upset („Tipikus érzelmi zaklatottság átélése”) rövidítése.
Carey a New York-i Tribecában, a P.C. Richard & Son Theaterben jelentette be, hogy ez lesz a harmadik kislemez az albumról. Itt előadta a dalt és az album két előző kislemezdalát, az Obsessedet és az I Want to Know What Love Ist, valamint két korábbi dalát, az Always Be My Babyt és a We Belong Togethert.
A dalt november 2-án küldték el az amerikai rhythm/crossover rádióknak és november 3-án a Top 40 mainstream rádióknak. A dal október 22-én, több mint egy héttel a hivatalos rádiós megjelenése előtt felkerült a Billboard Hot R&B/Hip-Hop Songs slágerlista 76. helyére.

## Népszerűsítése
Carey elsőként a The Today Showban adta elő a dalt, három másik dallal együtt (Obsessed, I Want to Know What Love Is, Make It Happen). Ezután adta elő a Richard & Son Theaterben, ahol bejelentette, hogy meg fog jelenni kislemezen. Előadta a dalt Live at the Pearl koncertsorozatán is 2009 októberében Las Vegasban, október 9-10-én, és Tribecában október 5-én az Obsessed, I Want to Know What Love Is, Always Be My Baby és We Belong Together című dalokkal.

## Videóklip és remixek
A videóklipet november 4-én és 6-án forgatták Malibu Beachen, Brett Ratner rendezésében, aki már többször rendezett klipet Mariah-nak. Premierje december 8-án volt a VEVO.comon. A klip a dal rádióváltozatát használja, ami 3 perc 12 másodperc. A klipben Carey egy tengerparton sétál fürdőruhában.
A dal So So Def remixe, melynek producere Jermaine Dupri, október elején kiszivárgott az internetre. Közreműködik benne Big Boi az OutKastból, Gucci Mane és OJ Da Juiceman, és részletet használ fel Ghost Town DJ My Boo című számából. A dalhoz Carey újraénekelte a vokálokat, ahogy korábban mindig tette, utoljára azonban a Don’t Forget About Us Desert Storm Mixéhez tette 2006-ban. A remix felkerül az album remixkiadására, az Angels Advocate-re.

## Változatok, remixek listája
- H.A.T.E.U. (Radio Edit)
- H.A.T.E.U. (Instrumental)
- H.A.T.E.U. (Remix featuring OJ Da Juiceman & Big Boi – Main)
- H.A.T.E.U. (Remix featuring OJ Da Juiceman & Big Boi – Instrumental)
- H.A.T.E.U. (Jump Smokers Remix)
- H.A.T.E.U. (So So Def Remix)

## Helyezések
| Slágerlista (2009)                  | Legmagasabb helyezés |
| ----------------------------------- | -------------------- |
| USA Billboard Hot R&B/Hip-Hop Songs | 72                   |